# Wies Bloemen
Wies Bloemen (1959) is een Nederlands danser, choreograaf, regisseur en oprichtster en artistiek leider van Danstheater AYA.

## Leven en werk
Wies Bloemen volgde een dansopleiding aan de Theaterschool in Amsterdam. Aan het begin van haar carrière, toen ze zelf nog danste, was ze het vaak oneens met de choreografen. Daarom besloot ze zelf choreograaf te worden, en richtte ze in 1990 (samen met Wietske van der Ree) het Danstheater AYA op. Vanaf 1996 ging het gezelschap dansvoorstellingen maken specifiek voor en met jongeren. Ze ontwikkelde voor dit gezelschap een eigenzinnige danstaal, die gekenmerkt wordt door veelzijdigheid. In 2023 maakte ze haar laatste choreografie voor AYA, getiteld 'Hoop'. In de tussenliggende jaren heeft ze 60 voorstellingen gemaakt voor deze dansgroep. Danstheater Aya speelt in theaters, op scholen en op locatie en bereikt elk jaar zo'n 20.000 jongeren.
De kernwoorden van waaruit Bloemen werkt zijn verwondering, nieuwsgierigheid en maatschappelijke betrokkenheid. Dans is voor haar een voertuig voor gevoel, en improvisatie is daarbij een belangrijk element. Aan het begin van het repetitieproces praat ze eerst met de dansers over het thema van de voorstelling én wat de gevoelens van de dansers zelf bij dat thema zijn. Vanuit improvisatie ontstaan dansscènes die in collagevorm achter elkaar gemonteerd worden. Verschillende dansstijlen (modern, hiphop, streetdance) worden daarin toegepast, en gecombineerd met tekst en muziek. In haar werk overheerst de lichamelijkheid, haar dansen zijn niet 'mooi' in de klassieke betekenis van het woord.
Haar voorstellingen gaan over maatschappelijk kwesties, maar ook jongerenzaken zoals ‘hoe maak ik vriendschappen?’ en ‘hoe word ik verliefd?’. In haar eigen woorden: 'Ik maak graag voor pubers omdat zij bevragen: wie ben ik, wat ben ik, waarom is de wereld zoals hij is en wat doe ik met al die gevoelens die mij overspoelen. Allemaal relevante zaken van het leven die ik aan de orde wil stellen. Ik wil ze graag verleiden met dans. En ik wil hen laten zien dat twijfels en kwetsbaarheid bij het leven horen en dat deze getoond kunnen worden. Ze zijn al zo stoer. Ik wil dans inzetten ter viering van het leven, en de buik en de nieren beroeren. Ik vind pubers moedig." Van begin af aan werkte ze inclusief (dus ook met dansers van kleur) wat lange tijd ongebruikelijk was in de Nederlandse danswereld.
Tijdens haar carrière voerde ze met enig regelmaat een stevig pleidooi om jongerentheater serieus te nemen, ook omdat jongeren de theaterbezoekers van de toekomst zijn. Ondanks het hoge niveau van de jongerendansgezelschappen in Nederland werd jongerendans in Nederland minder serieus genomen dan de gezelschappen met en voor volwassenen. In 2003 verzon ze daarom de 'IJzeren Dansprijs' uit protest dat jongerendans niet genomineerd kon worden voor de Zilveren of Gouden Dansprijs.

## Prijzen
In 2024, bij het beëindigen van haar ruim dertigjarige carrière als choreograaf, kreeg Bloemen tijdens De Nederlandse Dansdagen een Dansspeld uitgereikt. Deze prijs kreeg ze voor haar enorme verdiensten voor jongerendans, en de kennis, wijsheid en ervaring die ze jarenlang heeft overgedragen.